# Andrew F. Schoeppel
Andrew F. Schoeppel (Barton megye, 1894. november 23. – Bethesda, 1962. január 21.) az Amerikai Egyesült Államok szenátora (Kansas, 1949–1962).